# Inspiration artistique

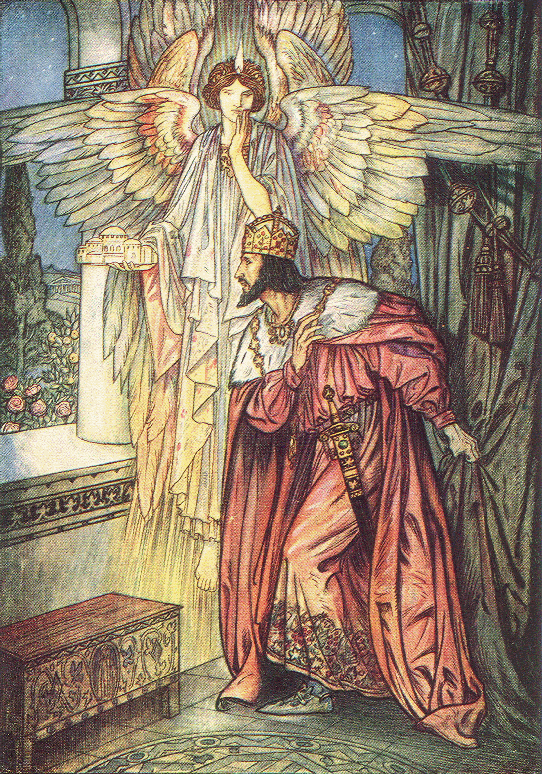
Illustration montrant un ange qui inspire l'empereur byzantin Justinien pour la basilique Sainte-Sophie de Constantinople. L'édifice avait brûlé lors d'une émeute ; maintenant Justinien en construira une encore plus belle.

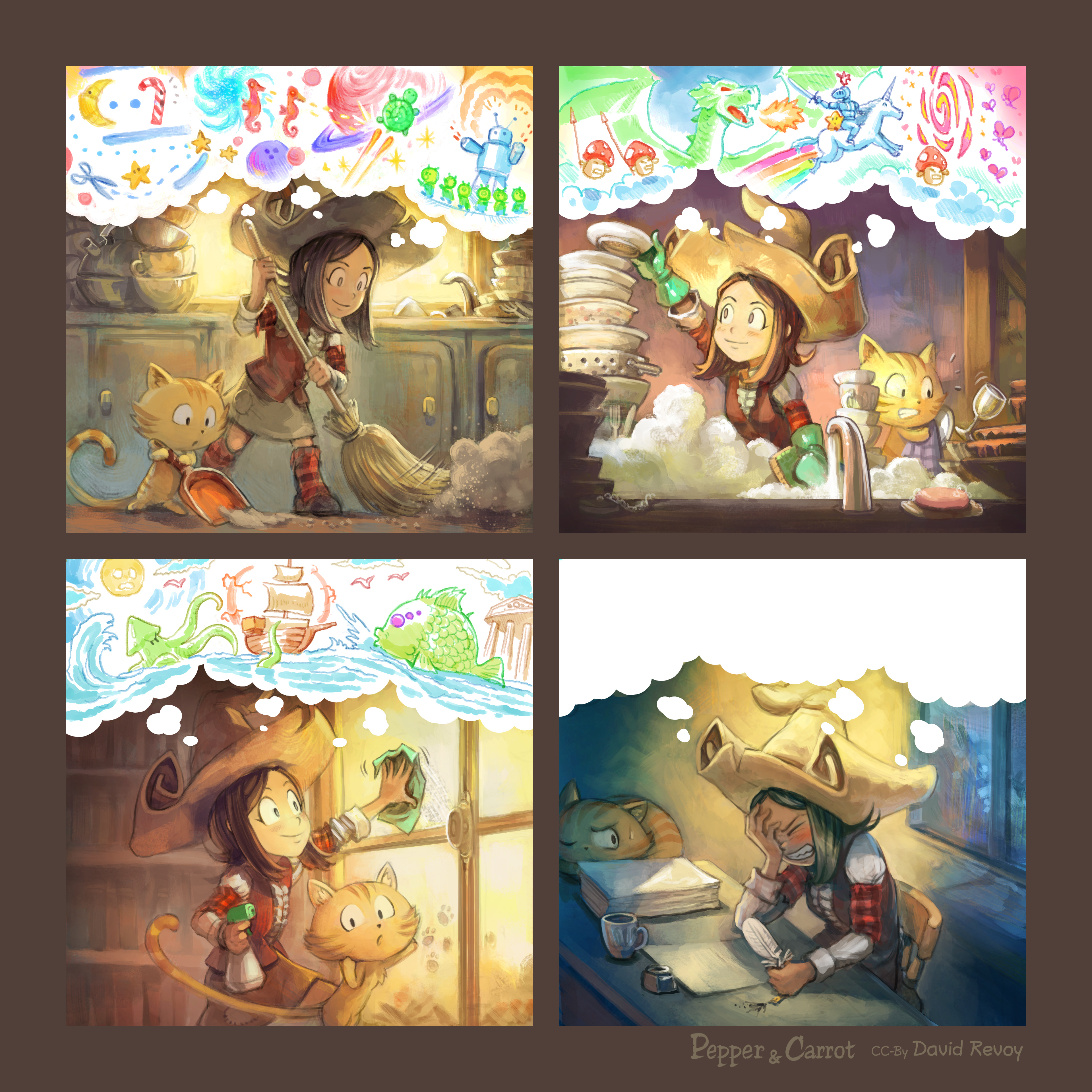
Webcomic illustrant comment l'inspiration peut varier au fil du temps.

Pour les articles homonymes, voir Inspiration.
L'inspiration (du latin inspirare, qui signifie « inspirer ») est un élan de créativité dans un art littéraire, musical ou visuel et d'autres efforts artistiques. Ce concept a notamment des origines dans l'hellénisme et dans l'hébraïsme. Les Grecs disaient métaphoriquement que l'inspiration ou « l'enthousiasme » venait des muses, ainsi que des dieux Apollon et Dionysos. Dans les religions nordiques antiques, elle était supposée venir des dieux, comme Odin. L’inspiration est aussi une affaire divine dans la poétique hébraïque ; dans le livre d'Amos, le prophète parle d'être submergé par la voix de Dieu et obligé de parler. Dans le christianisme, l'inspiration est un don du Saint-Esprit.
Au XVIIIe siècle, le philosophe John Locke a proposé un modèle de l'esprit humain dans lequel les idées s'associent ou résonnent créativement les unes avec les autres dans l'esprit. Au 19e siècle, des poètes romantiques tels que Coleridge et Shelley disaient que l'inspiration venait au poète car il est en harmonie avec les « souffles » (divins ou mystiques) et parce que l'âme du poète est capable de recevoir de telles visions. Au début du XXe siècle, le psychanalyste Sigmund Freud pensait avoir localisé l'inspiration dans le psychisme intérieur de l'artiste. Le psychiatre Carl Gustav Jung suggère, lui, qu'un artiste est quelqu'un qui est à l'écoute de son instinct créatif et qui code les archétypes de l'esprit humain.
La théorie marxiste de l’art y voit l’expression de la friction entre la base économique et les positions superstructurelles économiques, ou comme un dialogue inconscient d’idéologies concurrentes, ou encore comme l’exploitation d’une « fissure » dans l’idéologie de la classe dirigeante.
La psychologie moderne a peu travaillé sur l’inspiration, qu'elle  considère comme un processus entièrement interne.

## Histoire des concepts

### Modèles anciens d'inspiration
Dans l'antiquité grecque, l'inspiration signifiait que le poète ou l'artiste entrerait dans l'extase ou la furor poeticus (frénésie divine ou folie poétique). L'artiste, transporté hors de son propre esprit, aurait alors accès aux pensées des dieux ou des déesses, à incarner dans son œuvre.
L'inspiration est antérieure à la conscience. Elle est extérieure à la compétence (ingenium en latin). La technique et la performance sont indépendantes de l'inspiration ; un non-poète peut donc être inspiré, et les compétences d'un poète ou d'un peintre peuvent être insuffisantes pour l'inspiration.
Dans la poétique hébraïque, l’inspiration est divine. Dans le Livre d'Amos, 3 : 8, le prophète parle d'être submergé par la voix de Dieu et obligé de parler. Elle est cependant aussi une question de révélation pour les prophètes, et les deux concepts interfèrent dans une certaine mesure. La révélation est un processus conscient, dans lequel l'écrivain ou le peintre est conscient et interactif avec la vision, tandis que l'inspiration est involontaire et reçue sans aucune compréhension complète.
Dans le christianisme, l'inspiration est un don du Saint-Esprit. Saint Paul a dit que toute Écriture est inspirée de Dieu (2 Timothée) et le récit de la Pentecôte rapporte la descente du Saint-Esprit avec le bruit d'un vent puissant. Cette compréhension de « l'inspiration » est vitale pour ceux qui maintiennent le littéralisme biblique, car les auteurs des Écritures, s'ils étaient possédés par la voix de Dieu, ne « filtreraient » pas ou n'interposeraient pas leurs visions personnelles dans le texte. Pour les pères de l'Église comme saint Jérôme, David était le poète parfait, car il négociait le mieux entre l'impulsion divine et la conscience humaine.
Dans les sociétés nordiques du vieux norrois, l'inspiration était aussi un don des dieux. Les scaldes nordiques se disent magiquement ou divinement inspirés, avant de façonner les mots avec leur esprit conscient. Leur formation visait à apprendre à façonner des forces au-delà de l’humain.
Dans le récit du Vénérable Bède sur Cædmon, les traditions chrétiennes et germaniques plus tard se combinent. Cædmon était un berger sans formation ni compétence en vers. Une nuit, il fit un rêve dans lequel Jésus lui demandait de chanter. Il composa alors « l'Hymne de Cædmon », et devint un grand poète. L'inspiration dans l'histoire est le produit de la grâce : elle n'est pas recherchée (bien que désirée), incontrôlée et irrésistible, et la performance du poète implique tout son esprit et son corps, mais elle est fondamentalement un don.

### Renaissance dela fureur poétique
La doctrine gréco-latine de l'origine divine de la poésie était accessible aux auteurs médiévaux à travers les écrits d'Horace (sur Orphée) et d'autres, mais ce sont les traductions latines et les commentaires de l'auteur néo-platonicien Marsile Ficin des dialogues de Platon Ion. et (surtout) Phèdre à la fin du XVe siècle qui entraîne un retour significatif de la conception du furor poeticus. Les commentaires de Ficin expliquaient comment les dieux inspiraient les poètes et comment cette frénésie était ensuite transmise aux auditeurs du poète à travers sa poésie rhapsodique, permettant à l'auditeur d'entrer en contact avec le divin à travers une chaîne d'inspiration. Ficin lui-même cherchait à éprouver un ravissement extatique dans des interprétations rhapsodiques d'hymnes orphiques-platoniciens accompagnés d'une lyre.
La doctrine était également une partie importante du programme poétique des poètes de la Renaissance française collectivement appelés La Pléiade (Pierre de Ronsard, Joachim du Bellay, etc.) ; une théorie complète de la fureur/ enthousiasme divin a été élaborée par Pontus de Tyard dans son Solitaire Premier, ou Prose des Muses, et de la fureur poétique (Tyard a classé quatre sortes d'inspiration divine : (1) la fureur poétique, don des Muses ; ( 2) connaissance des mystères religieux, par Bacchus ; (3) prophétie et divination par Apollon (4) inspiration provoquée par Vénus /Eros.) 

### Modèles des Lumières et romantiques
Au XVIIIe siècle, en Angleterre, la psychologie naissante rivalisait avec une célébration renaissante de la nature mystique de l'inspiration. Le modèle de l'esprit humain de John Locke suggérait que les idées s'associent les unes aux autres et qu'une corde dans l'esprit peut être frappée par une idée résonnante. Par conséquent, l’inspiration était une association d’idées quelque peu aléatoire, mais tout à fait naturelle et un unisson soudain de pensées. De plus, la psychologie lockéenne suggérait qu'un sens naturel ou une qualité d'esprit permettait aux personnes de voir l'unité dans les perceptions et de discerner les différences entre les groupes. Cette « fantaisie » et cet « esprit », comme on les appellera plus tard, étaient des facultés à la fois naturelles et développées qui pouvaient expliquer plus ou moins de perspicacité et d'inspiration chez les poètes et les peintres. L’imagination, affirmaient les romantiques, est un outil permettant de voir des choses auxquelles l’intelligence est aveugle.
Le modèle musical a été satirisé, avec les modèles d'inspiration " fantaisies " et "fantaisies", par Jonathan Swift dans A Tale of a Tub. Le narrateur de Swift suggère que la folie est contagieuse car elle est une note sonore qui touche des « cordes sensibles » dans l'esprit des adeptes et que la différence entre un détenu de Bedlam et un empereur était la hauteur de l'idée insensée. Dans le même temps, il a fait la satire des ministres protestants radicaux « inspirés » qui prêchaient par « inspiration directe ». Dans ses documents préliminaires, il décrit la chaire idéale du dissident comme un tonneau avec un tube allant de l'arrière du prêtre à un ensemble de soufflets au fond, par lequel le ministre pourrait être gonflé à un point tel qu'il pourrait crier son inspiration à la congrégation. De plus, Swift considérait l'imagination comme une qualité antirationnelle et folle, où, "une fois que l'imagination d'un homme chevauche sa raison, le bon sens est mis dehors".
Les théories divergentes de l’inspiration dont Swift a fait la satire se poursuivront côte à côte tout au long des XVIIIe et XIXe siècles. Les Conjectures sur la composition originale d'Edward Young ont joué un rôle central dans la formulation des notions romantiques d'inspiration. Il a dit que le génie est « le dieu intérieur » du poète qui l’inspire. Ainsi, Young était d’accord avec les psychologues qui localisaient l’inspiration dans l’esprit personnel (et considérablement loin du domaine divin ou démoniaque) tout en postulant une qualité surnaturelle. Le génie était une source d’inspiration inexplicable, peut-être spirituelle et peut-être externe. Dans le schéma de Young, le génie avait encore une origine quelque peu extérieure, mais les poètes romantiques situeraient bientôt son origine entièrement au sein du poète. Des écrivains romantiques tels que Ralph Waldo Emerson (Le Poète) et Percy Bysshe Shelley voyaient l'inspiration dans des termes similaires à ceux des Grecs : il s'agissait d'une question de folie et d'irrationalité.
L'inspiration est venue parce que le poète s'est accordé aux « souffles » (divins ou mystiques) et parce qu'il a été fait de manière à recevoir de telles visions. Les récits d'inspiration de Samuel Taylor Coleridge étaient les plus dramatiques, et son La harpe éolienne n'était que le meilleur des nombreux poèmes que les romantiques écriraient en comparant la poésie à une réception passive et à une canalisation naturelle des vents divins. L'histoire qu'il a racontée sur la composition de Kubla Khan a réduit le poète au rang de scribe. William Butler Yeats expérimentera et valorisera plus tard l'écriture automatique. L'inspiration était une preuve de génie, et le génie était une chose dont le poète pouvait être fier, même s'il ne pouvait pas prétendre l'avoir créé lui-même.

### Concepts modernistes et modernes
Sigmund Freud et d’autres psychologues ultérieurs ont localisé l’inspiration dans la psyché intérieure de l’artiste. L'inspiration de l'artiste est née d'un conflit psychologique non résolu ou d'un traumatisme de l'enfance. De plus, l’inspiration pourrait venir directement de l’ inconscient. À l’instar de la théorie du génie romantique et de la notion ravivée de « frénésie poétique », Freud considérait les artistes comme fondamentalement spéciaux et fondamentalement blessés. Parce que Freud a situé l'inspiration dans l'inconscient, les artistes surréalistes ont recherché cette forme d'inspiration en se tournant vers les journaux de rêves et l'écriture automatique, l'utilisation de planches Ouija et ont trouvé la poésie pour tenter d'exploiter ce qu'ils considéraient comme la véritable source de l'art. La théorie de l'inspiration de Carl Gustav Jung a réitéré indirectement l'autre côté de la notion romantique d'inspiration en suggérant qu'un artiste est quelqu'un qui était en harmonie avec quelque chose d'impersonnel, quelque chose en dehors de l'expérience individuelle : la mémoire raciale ou une expérience de « psychopoésie ».
Les théories matérialistes de l'inspiration divergent entre les sources purement internes et les sources purement externes. Karl Marx n'a pas traité le sujet directement, mais la théorie marxiste de l'art y voit l'expression de la friction entre la base économique et les positions superstructurelles économiques, ou comme un dialogue inconscient d'idéologies concurrentes, ou comme l'exploitation d'une « fissure » dans l'idéologie de la classe dirigeante. Par conséquent, là où il y a eu des écoles d'art pleinement marxistes, comme le réalisme soviétique, le peintre ou le poète « inspiré » était aussi le peintre ou le poète le plus conscient de sa classe, et le « formalisme » était explicitement rejeté comme décadent (par exemple l'école de Sergei Eisenstein ). films tardifs condamnés comme "erreur formaliste"). En dehors des écoles marxistes parrainées par l’État, le marxisme a conservé l’accent sur la conscience de classe du peintre ou du poète inspiré, mais il a fait de la place à ce que Frederic Jameson appelle un « inconscient politique » qui pourrait être présent dans l’œuvre d’art. Cependant, dans chacun de ces cas, l’inspiration vient du fait que l’artiste est particulièrement à l’écoute des signaux d’une crise extérieure.
La psychologie moderne considère généralement l'inspiration comme un processus entièrement interne, notamment lié à la créativité.
En point commun à tous ces points de vue, qu'ils soient empiristes ou mystiques, l’inspiration est, de par sa nature, relativement hors de tout contrôle.
Un exemple d'étude moderne sur l'inspiration est celui mené par Takeshi Okada et Kentaro Ishibashi, publié en 2016 dans la revue multidisciplinaire Cognitive Science. Dans cette étude, des groupes d'étudiants japonais en art (de premier cycle) ont été observés pour déterminer si la copie ou simplement la réflexion sur des exemples d'œuvres d'art qui leur ont servi d'inspiration augmenteraient leur production créative. Il s'est avéré que la copie d’œuvres d’art permettait aux étudiants de produire des dessins créatifs qualitativement différents, mais seulement quand l’exemple – la source d'inspiration – présentait un style peu familier pour eux. Et le seul fait de méditer sur une inspiration inconnue a produit le même effet que de la copier. Les auteurs suggèrent que ces exemples peu familiers ont pu faciliter la créativité des étudiants en leur offrant une nouvelle perspective et en remettant en question leur manière de dessiner. Ils ne savent pas si ces résultats peuvent être généralisés aux artistes professionnels, mais citent en exemple Pablo Picasso et Vincent van Gogh, qui ont largement imité le travail d'autres artistes, ce qui pourrait suggérer que " l'imitation est un moteur efficace de créativité, même pour les experts." 